# Церковь великомученика Димитрия Солунского (Шверин)
Церковь великомученика Димитрия Солунского (нем. Gemeinde des Hl. Großmart. Demetrius von Thessaloniki) — храм Берлинской и Германской епархии Русской православной церкви, расположенный в городе Шверин. Первый в Германии православный храм, построенный из дерева.

## История
В 2002 году православные христиане города Шверина, главным образом недавние эмигранты из бывшего СССР пожелали иметь приход даба и здесь участвовать в церковной жизни и иметь возможность приобщения святых Христовых Таин. Такое желание было озвучено в письме к архиепископу Берлинскому и Германскому Феофану (Галинскому) активом зарождавшейся общины: Ольгой Подольской и Павлом Депешмидтом.
В октябре того же года было получено благословение архиепископа Феофана на создание общины в городе столице Шверине. Через несколько дней в центральном евангелическом Храме города Шверина в Шельфкирхе состоялось первая за многие века православная служба в Шверине. С этого дня началась нормальная церковно-приходская жизнь молодой общины, регулярные Богослужения, совершение Таинств крещения, венчания, беседы со священником.
В начале у общины не было постоянного помещения, было много сложностей в организации нормальной приходской жизни. Такая ситуация подвигла настоятеля православного прихода города Шверина иерея Дионисия Идавайна, заняться поиском подходящего церковного помещения для проведения регулярных Богослужений и обустройства приходской жизни. Ввиду развернутых переговоров православные христиане получили возможность совершать богослужение по субботам в здании женского католического монастыря в церкви святого Андрея Первозванного. Интересен тот факт, что, как поведали впоследствии насельницы монастыря, принимая православных они исполняли в первую очередь посмертное завещание своего епископа, который заповедовал насельницам дать православным прибежище, если таковые обратятся за помощью. С этого момента община смогла спокойно вздохнуть и сконцентрироваться на своем духовном становлении.
Вместе с тем, община продолжала надеяться, что им удастся построить собственный храм, хотя на тот момент из за экономической ситуации в земле Мекленбург это казалось несбыточной мечтой. Тем не менее, нашлись люди, которые оказались готовы начать строительство деревянного храма. Стараниями многих людей был найден земельный участок для будущего Храма и началось его возведение.
10 ноября 2012 года архиепископ Берлинский и Германский Феофан (Галинский) возглавил великое освящение Храма во имя святого великомученика Димитрия Солунского.
19 января 2013 года в первый раз за многовековую историю города было совершено освящение воды на одном из многочисленных озер Мекленбурга.